# WeyDu
WeyDu (Waynah European Youth Development Union) is een Belgische vereniging.
Het is de grootste internationale Waynakhse jongerenorganisatie in Europa en wereldwijd. WeyDu werd opgericht in 2009 en stelt zich tot doel de Waynakhse jeugd wereldwijd, maar specifiek in Europa, te verenigen, alsook om de Waynakhse cultuur en gewoonten te bewaren en te harmoniseren met de Europese.
De organisatie profileert zich als onafhankelijk en politiek neutraal.
WeyDu houdt jaarlijks een conferentie (Землячество) waarop verschillende gastsprekers worden uitgenodigd en workshops worden gehouden.